# Рудня (Харитонівська сільська громада)
Ру́дня — село в Україні, у Житомирському районі Житомирської області. Входить до складу Харитонівської сільської громади. Населення становить 90 осіб.

## Історія
У 1923—54 роках — адміністративний центр колишньої Руднє-Грабівської сільської ради Коростишівського району Житомирської області.

## Відомі люди
- Башинський Віктор Антонович (1936—2008) — український письменник, поет-пісняр, прозаїк.